# Bremer Silbermünzenfund
Als Bremer Silbermünzenfund, auch Bremer Fund genannt, wird ein Hortfund bezeichnet, der 1887 auf dem Bahnhofsvorplatz, einem Teil der ehemaligen Bürgerweide, in Bremen zu Tage trat. Er befand sich in einem unbeschädigten salzglasierten Krug und umfasste etwa 1300 Silbermünzen sowie einen schlichten Silberring aus dem 14. Jahrhundert. Die Schlussmünze stammt aus dem Jahr 1403. Der Hort gilt als der bedeutendste Schatzfund Bremens.

## Münzen
Neben 324 Bremer „Dickpfennigen“ fanden sich Münzen aus Diepholz, Vechta, Wildeshausen und Oldenburg, darüber hinaus aus Osnabrück und Münster, Paderborn, Herford, Minden und Bielefeld sowie weiteren Münzprägestätten. Bei den Swaren handelt es sich vor allem um solche aus der Region, die gegenüber ihren münsterschen Vorbildern geringerwertig waren und von denen fünf statt vier auf einen Groten gingen.

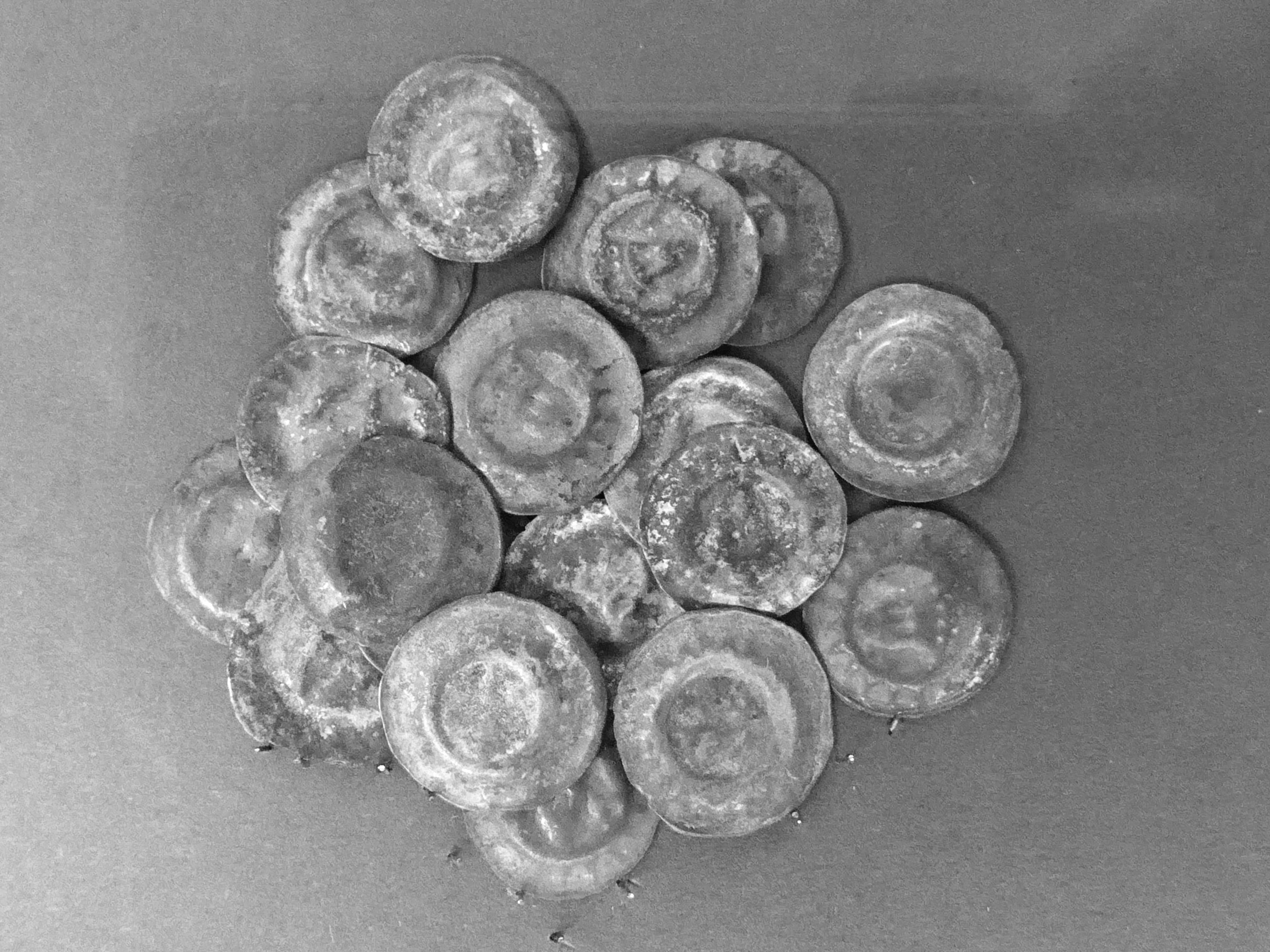
Lübecker Denare (Brakteaten) aus dem Bremer Fund. Focke-Museum Bremen, 2017

 Nach der Aufstellung von Heinrich Buchenau ließen sich 324 Bremer Schwaren bestimmen, die dort ab 1369 geprägt wurden. 38 Münzen stammten aus Prägestätten des Grafen von Hoya-Nienburg, 39 des Grafen Otto von Hoya-Hoya sowie ein unbestimmter Hoyischer Denar oder Hälbling; 29 des Edelherrn Johann von Diepholz, 33 stammen aus Vechta, 54 aus Wildeshausen (einige mit dem Namen des Vogtes Friedrich von Schagen), hinzu kommen 109 Oldenburger Münzen, 18 kamen aus Münster, 10 aus Osnabrück, 52 aus Bielefeld, neun aus Minden, drei aus Paderborn, schließlich fanden sich 12 Denare der Äbtissin Hildegund aus Herford, sieben aus demselben Ort mit dem Namen einer „Godera“ sowie zwei Herforder Hälblinge. Ein Denar wurde vermutlich unter Dietrich von der Mark zu Dinslaken geprägt, möglicherweise ein Emder Denar kam hinzu, ein Denar, wie er in Dortmund geprägt wurde, ein wohl lippischer und ein älterer hessischer Denar sowie ein nicht näher zu bestimmender. Der ganz überwiegende Teil der Münzen stammt aus der Zeit vor 1350. Neben diesen Münzen aus dem Ems-Weser-Raum fanden sich aber auch solche des lübischen Zinsfußes, nämlich Witten, Dreilinge, zweiseitige Pfennige (1/4 des Witten), Hohlpfennige und deren Hälften (Scherfe). Diese stammen aus Hamburg, Lüneburg, Lübeck, aus Mecklenburg, Parchim, Wismar und Rostock. Hinzu kommen einige Scherfe aus Pommern sowie weitere Münzen aus dem Ostseeraum und ein einzelner fränkischer Denar. Wie alle diese Münzen gehört schließlich auch der Witte des Häuptlings von Jever Edo Wiemken zur lübischen Währung.

## Entdeckung und Herkunft
Entdeckt wurde der Schatz am 17. Oktober 1887 während des bis 1889 anhaltenden Ausbaus eines vor dem Bahnhof befindlichen Schwimmbads, das dort bis 1954 bestand. Zwar war dort bereits 1877 ein Schwimmbad eröffnet worden, jedoch war es ausschließlich für Herren vorgesehen gewesen, sodass ab 1887 ein Damenschwimmbecken eingerichtet werden sollte. Beim Aushub des Erdbodens für das vorgesehene Becken fand sich in „acht Fuß“ Tiefe der Münzschatz. Genauere Fundumstände wurden, da es in Bremen zu dieser Zeit noch keine staatliche Bodendenkmalpflege gab, nicht dokumentiert. Der Schatz wurde zunächst durch das Staatsarchiv Bremen erworben, ein Teil kam ins Focke-Museum Bremen. Ausgestellt sind nur wenige Einzelmünzen.
Über den ursprünglichen Besitzer gibt es nur wenig tragfähige Spekulationen. Der Schatz belegt aber die weitläufigen Bremer Handelsbeziehungen und die Herkunft des in Bremen damals umlaufenden Geldes.